# へんりいだ
へんりいだは、日本の漫画家、イラストレーター。北海道出身。

## 来歴
2011年に漫画家としてデビューした。当初は主に『COMIC X-EROS』、『COMIC快楽天XTC』（ワニマガジン社）のような成人向け漫画雑誌で活動していたので読者に少女の魅力を伝える優れた表現力を持つにもかかわらず、一般的には知名度が低かったが、『今日から俺はロリのヒモ!』の挿絵を手がけたことにより、一般への知名度が向上した。
『ヤングチャンピオン烈』（秋田書店）にて、2018年5月号から『今日から俺はロリのヒモ!』の漫画版の連載を開始。

## 作品リスト

### 漫画
成人向け
1. 『はつこいりぼん。』[2] 2014年8月30日発売[3]、ワニマガジン社〈ワニマガジンコミックススペシャル〉、ISBN 978-4-86269-323-5
2. 『おんなのこぱーてぃ。』 2017年8月31日発売[4]、ジーオーティー〈GOTコミックス〉、ISBN 978-481480-047-6
3. 『もっと! はつこいりぼん。』 2020年11月30日発売[5]、ジーオーティー〈GOTコミックス〉、ISBN 978-4-82360-103-3

一般向け
- 『今日から俺はロリのヒモ!』 2018年 - 2022年、暁雪（原作）、秋田書店〈ヤングチャンピオン烈コミックス〉、全6巻

### イラスト
- 『今日から俺はロリのヒモ!』 2016年 - 、暁雪（著）、KADOKAWA〈MF文庫J〉、既刊6巻（2019年1月25日現在）
- 『ネコぱら』 （TVアニメ第10話エンドカード、2020年）